# Discoderus acinopoides
Discoderus acinopoides är en skalbaggsart som beskrevs av Bates. Discoderus acinopoides ingår i släktet Discoderus och familjen jordlöpare. Inga underarter finns listade i Catalogue of Life.